# Frederick Goodfellow
Frederick William Goodfellow (* 7. März 1874 in Walsall; † 22. November 1960 in Croydon) war ein britischer Leichtathlet und Tauzieher.
Goodfellow nahm 1908 bei den Olympischen Spielen in London im Tauziehen teil und gewann mit der britischen Mannschaft die Goldmedaille. Tatsächlich gingen die Silber- wie die Bronzemedaille ebenfalls an britische Teams. Der zu diesem Zeitpunkt 34-jährige Goodfellow arbeitete als Polizist. Die Siegermannschaft, der er angehörte, bestand aus britischen Polizisten. Sie trug den Namen London City Police. Im Finale des Wettbewerbs am 18. Juli 1908 unterlag diesem Team die als Liverpool Police Team betitelte Mannschaft.